# 肥前屋
肥前屋，是位於臺灣臺北市中山區的日本料理店，主打炭烤鰻魚飯與多款日式家庭料理，與劍持屋、京都屋、濱松屋並列「臺北四大鰻魚飯」名店，由日籍店主町田世文創業於1970年代末期，2025年6月29日無預警宣布歇業。

## 沿革
創辦人町田世文為日本長崎縣人士，父親是移民日本的臺裔，母親是日本人，雙親早逝。其原先在日本從事廚師工作，本打算前往巴西種植咖啡豆，19歲途經臺灣時因花光旅費而留在臺灣發展，在臺灣的前二年先到其他日本料理店工作，早期從事洗碗工、開專車接送日本旅客往返機場的接機司機。1976年，町田在日籍人士聚集的臺北市林森北路經營日本料理小店，以家鄉長崎的古稱「肥前國」將店名定名為「肥前屋」。町田的伴侶林秀英原為會計師事務所職員，兩人因從事臺灣鰻魚出口大戶的林父協助採購鰻魚而相識，林父對町田頗為照顧。林秀英父親與姑母是宜蘭縣養鰻大戶和貿易商「甲上漁產貿易公司」經營者，家族曾創下一天出口80公噸鰻魚的紀錄。林秀英後來出任肥前屋店長。1990年代，開始成為門口總是大排長龍的知名餐廳，即使後來搬到對街、店面擴大兩倍也依然絡繹不絕，吸引時任中央警察大學校長的侯友宜、藝人蔡振南等許多名人親自排隊消費。2010年，町田向媒體透露自己因為太相信理財專員在三年內買了高達373萬美元（約1.2億新台幣）的境外基金，卻有約200萬美元（6000多萬新台幣）、大半的財產一去不回，損失慘重。2025年6月29日，町田考量年紀漸長、決定退休，因此不再繼續營業。

## 商品
肥前屋的招牌鰻魚飯採用日本關東地方「先蒸後烤」的烹飪方式，小份為新台幣250元、大份為480元，店內也提供豬排、燒肉、炸蝦等各式定食以及生魚片、鹽烤透抽、鰻魚玉子燒等各項料理，價位皆在新台幣200元左右。

## 爭議
不少網友認為，肥前屋近年來的餐點品質大不如前，指出「肥前屋最有名的是『鰻魚刺』，不是『鰻魚飯』」、廁所與桌面也不夠整潔。

## 外部連結
- 肥前屋的Facebook專頁